# 2012年の教育
2012年の教育（にせんじゅうにねんのきょういく）では、2012年（平成24年）の教育分野に関する出来事について記述する。

## できごと

### 1月
- 12日 - 2008年配布の教材『英語ノート』を廃止し、新外国語活動教材『Hi,friends!』を文部科学省が配布した[1][2]。
- 14日 - 15日 - 大学入試センター試験。

### 4月
- 1日 - 中学校で、学習内容・授業時間の増加や武道の必修化などが盛り込まれた、新しい学習指導要領のもとでの教育が始まった[3][4][5][6]。

### 8月
- 1日 - 文部科学省が「いじめの問題に関する児童生徒の実態把握並びに教育委員会及び学校の取組状況に係る緊急調査」を発出した[7]。

### 12月
- 5日 - 文部科学省が「通常の学級に在籍する発達障害の可能性のある特別な教育的支援を必要とする児童生徒に関する調査結果について」を発出した[8]。